# Тукаевский район
Тука́евский райо́н (тат. Тукай районы) — административно-территориальная единица и муниципальное образование (муниципальный район) в составе Республики Татарстан Российской Федерации. Административный центр — Набережные Челны, однако сам город не входит в состав района, является городом республиканского подчинения и образует городской округ. На 2020 год численность населения района составляет 42 511 человек.
Тукаевский район является одним из лидеров сельских районов Татарстана по показателям благосостояния населения и экономического развития. По результатам 2019 года он занял пятое место в рейтинге социально-экономического развития муниципалитетов республики, а в 2020-м вошел в тройку. Темп роста валового территориального продукта (ВТП) составил 106,9 %, а его объём — 42,9 млрд рублей.
В Набережных Челнах с 2016-го действует одноимённая территория опережающего социально-экономического развития (ТОСЭР) — самая первая из пяти региональных.

## География
Площадь Тукаевского района составляет 172 949 га, из которых более 20,6 тысяч га покрыты лесами. Район расположен в северо-восточной части республики на левом берегу Камы. На севере граничит с Менделеевским и Агрызским районами Татарстана, на западе — с Елабужским и Нижнекамским, на юге — с Заинским и Сармановским, на востоке — Мензелинским.

## Герб и флаг
Изображения на гербе и флаге указывают на роль региона в социально-экономическом развитии Татарстана. Главной фигурой является золотой лев, олицетворяющий силу, мощь, уверенность и отвагу. Древко и семь серебряных полотенец символизируют дружбу многонационального населения, которые объединены традиционным праздником Сабантуй. Голубая оконечность герба указывает на географическое положение района вдоль реки Камы. Золотой цвет является символом богатства, стабильности, уважения и интеллекта, в то время как серебро указывает на чистоту, совершенство, мир, взаимопонимание.

## История

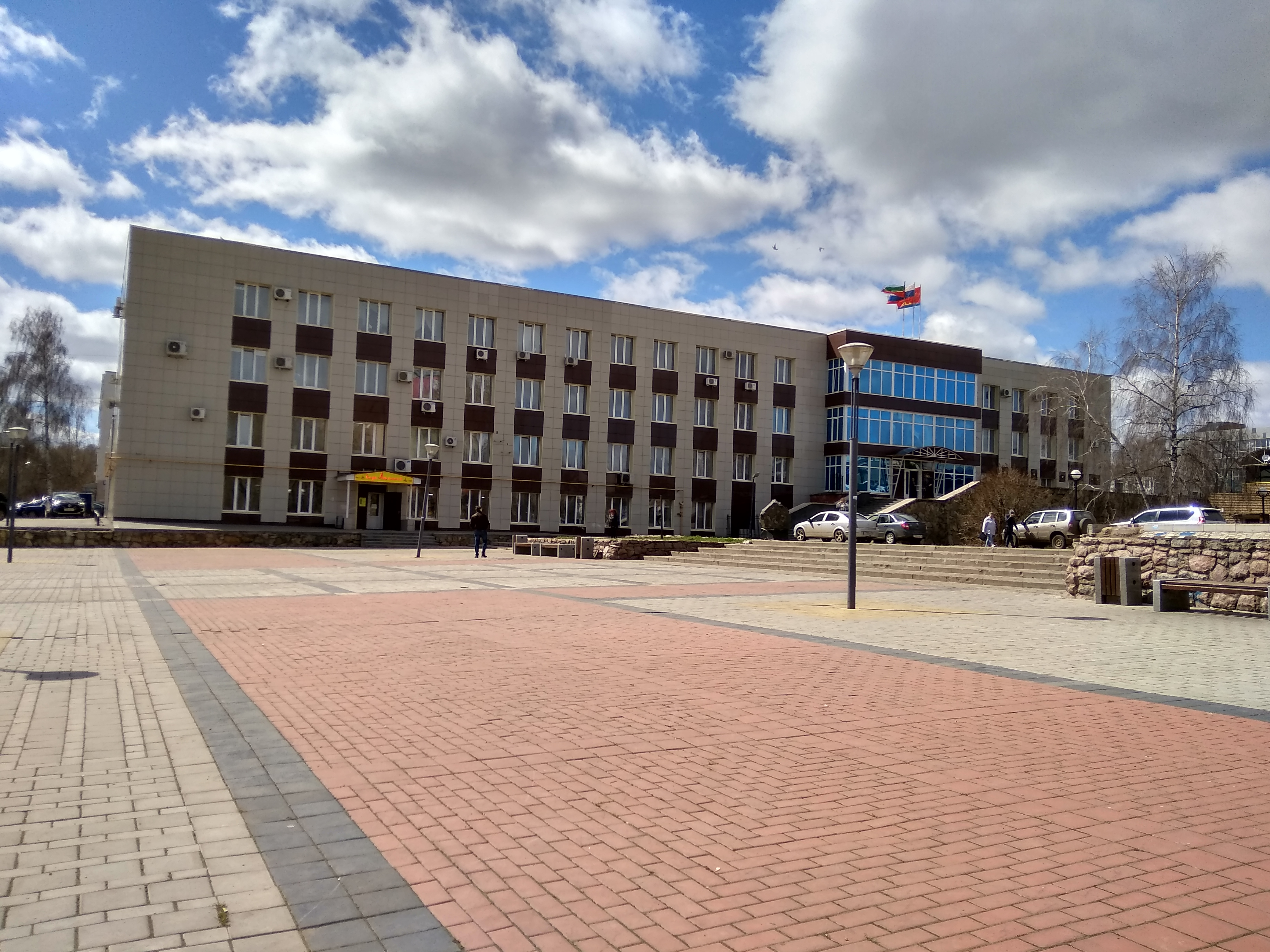
Здание Администрации Тукаевского района

Первые поселения на территории современного района появились ещё в третьем тысячелетии до нашей эры. Во второй половине XIV века земли входили в состав Волжско-Камской Булгарии.
В 1626 году общиной крестьян-елабужан во главе с Федором Поповым было основано село Чалнинский Починок, позже выросшим в город Набережные Челны.
До 1920 года территория Тукаевского района входила в состав Мензелинского уезда Уфимской губернии, в 1920 году уезд вошёл в состав новообразованной Татарской АССР.
Тукаевский район был создан 1 октября 1930 года как Набережночелнинский — в честь административного центра Набережные Челны. В состав района вошли территории Челнинской волости, частей Абдуловской, Ахметьевской и Афанасьевской волостей и несколько населённых пунктов Кузкеевской и Шингальчинской волостей. 20 апреля 1976 года район переименован в Тукаевский.
В 2009 году Госсовет по государственному строительству и местному самоуправлению принял решение по образованию населённого пункта «деревня Никошновка». Поселение существовало с давних времен, однако в 1992 году его исключили из реестра, когда большинство проживающих начало использовать дома только в качестве летних дач. Со временем люди начали возвращаться в деревню на постоянное проживание, что стало причиной перерегистрации.
С 2006 по 2010 год Тукаевский район возглавлял Тагир Харматуллин, а с 2010 по 2017-й — Василь Хазеев. В 2018 году против Хазеева и главы исполкома Расима Асылгараева было возбуждено уголовное дело по махинациям с 11 га земли соснового бора, незаконно сданной в аренду на 49 лет частным лицам. На его место был назначен Фаил Камаев. В 2020-м уголовные дела были возбуждены и в отношении главы исполкома Ленара Авзалова, которого обвиняют в превышении должностных полномочий и мошенничестве. С октября 2020 года руководителем районного Исполкома стал Айрат Хабибуллин. С ноября 2024 года руководителем Исполнительного комитета Тукаевского района назначен Камиль Назмиев.

## Население

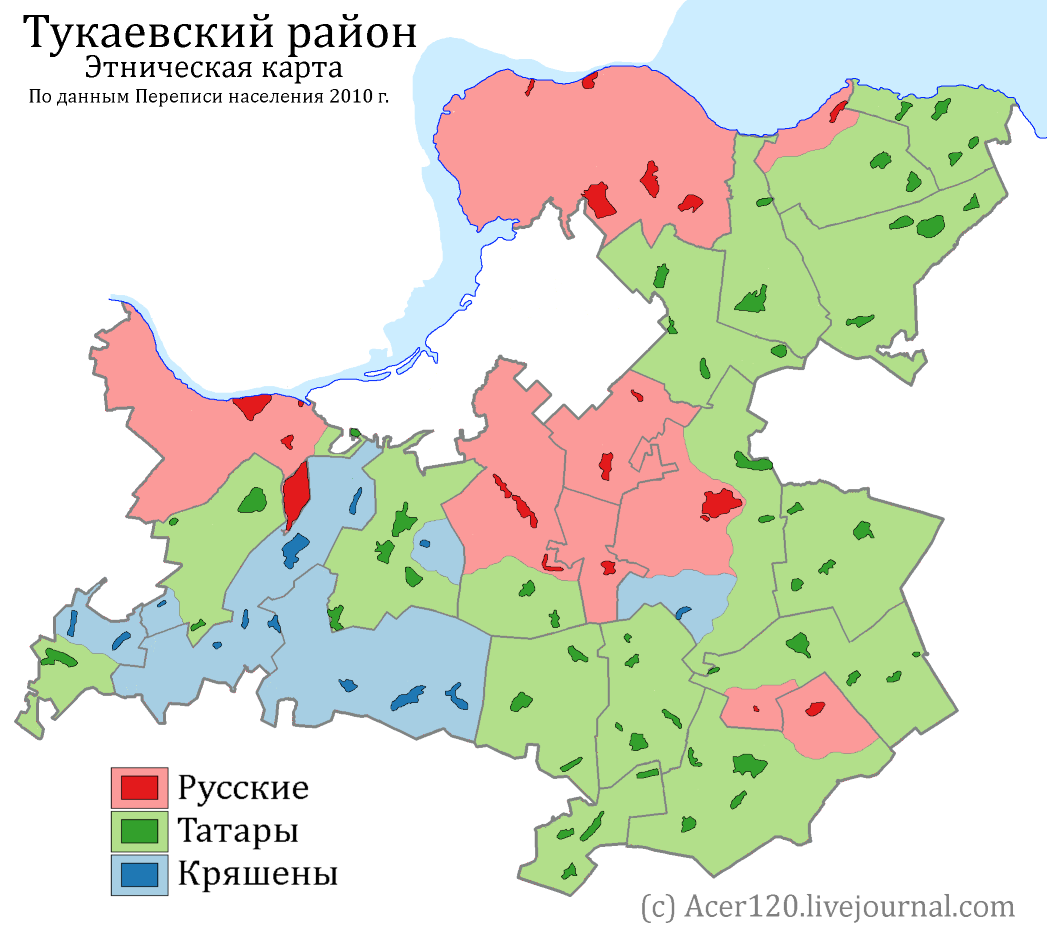
Этническая карта Тукаевского района

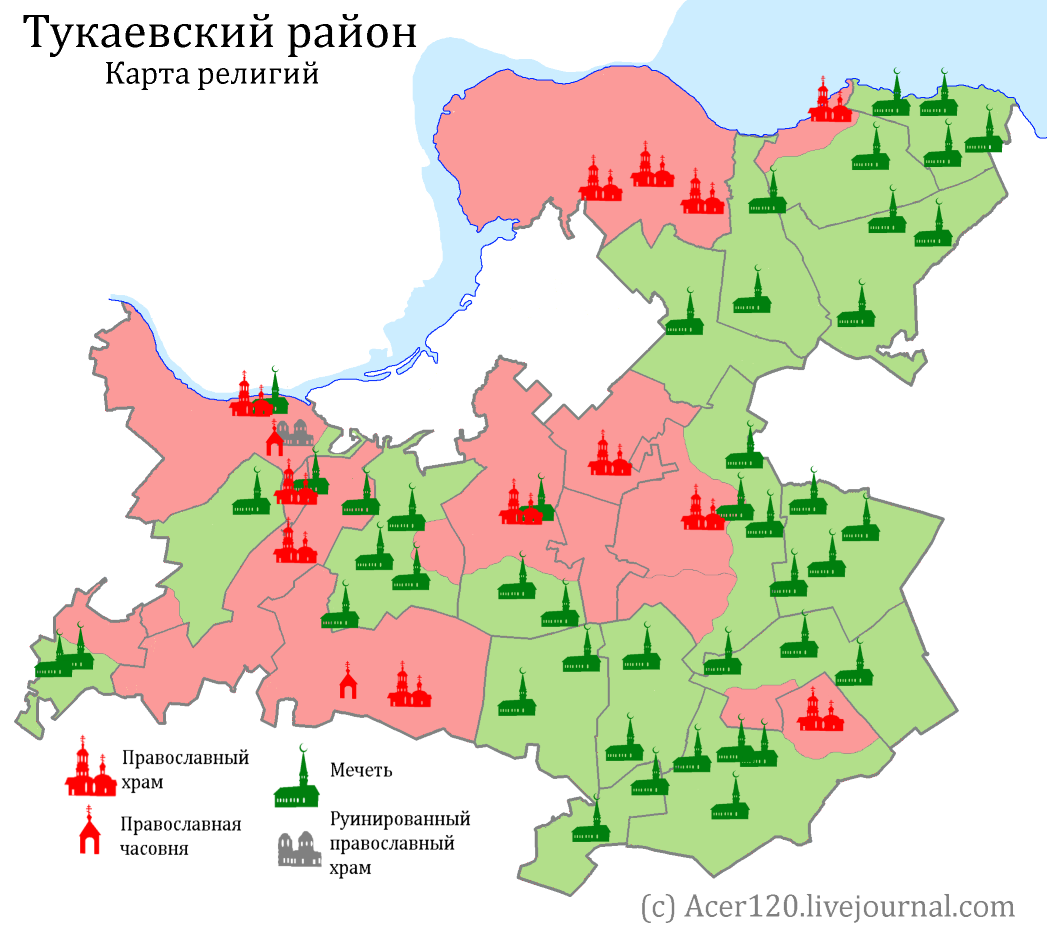
Религиозная карта Тукаевского района

По состоянию на 2020-й, численность населения района составила 42 511 человек. Национальный состав (по данным переписи 2020 года из числа указавших национальность): татары — 68,2 %, русские — 28,4 %.
| 2002    | 2003    | 2004    | 2005    | 2006    | 2007    | 2008    |
| ------- | ------- | ------- | ------- | ------- | ------- | ------- |
| 29 864  | ↘29 700 | ↗30 300 | ↗34 466 | ↗35 218 | ↗36 006 | ↗36 792 |
| 2009    | 2010    | 2011    | 2012    | 2013    | 2014    | 2015    |
| →36 792 | ↘36 561 | ↗36 621 | ↗36 842 | ↗37 581 | ↗38 045 | ↗38 953 |
| 2016    | 2017    | 2018    | 2019    | 2021    |         |         |
| ↗39 731 | ↗40 522 | ↗40 633 | ↗41 348 | ↗46 760 |         |         |

## Муниципально-территориальное устройство
В Тукаевском районе 88 населённых пунктов в составе 23 сельских поселений.
| №  | Сельские поселения                   | Административный центр     | Количество населённых пунктов | Население | Площадь, км² |
| -- | ------------------------------------ | -------------------------- | ----------------------------- | --------- | ------------ |
| 1  | Азьмушкинское сельское поселение     | посёлок Новый              | 4                             | ↗2804     |              |
| 2  | Бетькинское сельское поселение       | село Бетьки                | 4                             | ↘3828     |              |
| 3  | Биклянское сельское поселение        | село Биклянь               | 4                             | ↘1714     |              |
| 4  | Биюрганское сельское поселение       | деревня Биюрган            | 4                             | ↘630      |              |
| 5  | Бурдинское сельское поселение        | село Бурды                 | 3                             | ↘832      |              |
| 6  | Иштеряковское сельское поселение     | село Иштеряково            | 3                             | ↘817      |              |
| 7  | Калмашское сельское поселение        | село Калмаш                | 2                             | ↘1304     |              |
| 8  | Калмиинское сельское поселение       | село Калмия                | 3                             | ↘660      |              |
| 9  | Князевское сельское поселение        | посёлок Совхоз «Татарстан» | 5                             | ↘4107     |              |
| 10 | Комсомольское сельское поселение     | посёлок Комсомолец         | 1                             | →982      |              |
| 11 | Круглопольское сельское поселение    | посёлок Круглое поле       | 1                             | ↗3836     |              |
| 12 | Кузкеевское сельское поселение       | село Кузкеево              | 4                             | ↘1170     |              |
| 13 | Малошильнинское сельское поселение   | деревня Малая Шильна       | 6                             | ↗6930     |              |
| 14 | Мелекесское сельское поселение       | село Мелекес               | 5                             | ↗2844     |              |
| 15 | Мусабай-Заводское сельское поселение | село Мусабай-Завод         | 3                             | ↘890      |              |
| 16 | Нижнесуыксинское сельское поселение  | село Нижний Суык-Су        | 5                             | ↗2134     |              |
| 17 | Новотроицкое сельское поселение      | село Новотроицкое          | 5                             | ↗2473     |              |
| 18 | Семекеевское сельское поселение      | село Семекеево             | 4                             | ↘635      |              |
| 19 | Староабдуловское сельское поселение  | село Старое Абдулово       | 6                             | ↘855      |              |
| 20 | Стародрюшское сельское поселение     | село Старый Дрюш           | 5                             | ↘660      |              |
| 21 | Тлянче-Тамакское сельское поселение  | село Тлянче-Тамак          | 5                             | ↘1718     |              |
| 22 | Шильнебашское сельское поселение     | село Шильнебаш             | 2                             | ↗1259     |              |
| 23 | Яна-Булякское сельское поселение     | деревня Яна-Буляк          | 4                             | ↘570      |              |

| №  | Населённый пункт   | Тип     | Население | Муниципальное образование            |
| -- | ------------------ | ------- | --------- | ------------------------------------ |
| 1  | Авлаш              | деревня |           | Иштеряковское сельское поселение     |
| 2  | Азьмушкино         | деревня |           | Азьмушкинское сельское поселение     |
| 3  | Артамоновка        | деревня |           | Староабдуловское сельское поселение  |
| 4  | Бай-Буляк          | деревня |           | Яна-Булякское сельское поселение     |
| 5  | Бакчасарай         | деревня |           | Биклянское сельское поселение        |
| 6  | Белоус             | деревня | 289       | Малошильнинское сельское поселение   |
| 7  | Бетьки             | село    | ↘3182     | Бетькинское сельское поселение       |
| 8  | Биклянь            | село    |           | Биклянское сельское поселение        |
| 9  | Биюрган            | деревня |           | Биюрганское сельское поселение       |
| 10 | Большая Шильна     | село    | ↗3427     | Малошильнинское сельское поселение   |
| 11 | Бурды              | село    |           | Бурдинское сельское поселение        |
| 12 | Бурдыбаш           | деревня |           | Бурдинское сельское поселение        |
| 13 | Верхний Байлар     | село    |           | Кузкеевское сельское поселение       |
| 14 | Верхний Суык-Су    | село    |           | Нижнесуыксинское сельское поселение  |
| 15 | Евлево             | деревня |           | Бурдинское сельское поселение        |
| 16 | Зиканни-Куль       | посёлок |           | Стародрюшское сельское поселение     |
| 17 | Игенче             | деревня |           | Калмашское сельское поселение        |
| 18 | Ильбухтино         | село    | 351       | Малошильнинское сельское поселение   |
| 19 | Ильичевский        | посёлок | 51        | Малошильнинское сельское поселение   |
| 20 | Ирек-Тан           | деревня |           | Староабдуловское сельское поселение  |
| 21 | Иштеряково         | село    |           | Иштеряковское сельское поселение     |
| 22 | Казаклар           | деревня |           | Тлянче-Тамакское сельское поселение  |
| 23 | Казиле             | деревня |           | Князевское сельское поселение        |
| 24 | Калинино           | деревня |           | Мелекесское сельское поселение       |
| 25 | Калиновка          | деревня |           | Новотроицкое сельское поселение      |
| 26 | Калмаш             | село    |           | Калмашское сельское поселение        |
| 27 | Калмия             | село    |           | Калмиинское сельское поселение       |
| 28 | Кама               | посёлок |           | Бетькинское сельское поселение       |
| 29 | Кзыл-Байрак        | деревня |           | Мусабай-Заводское сельское поселение |
| 30 | Кзыл-Юл            | посёлок |           | Биклянское сельское поселение        |
| 31 | Князево            | село    |           | Князевское сельское поселение        |
| 32 | Комсомолец         | посёлок | ↗982      | Комсомольское сельское поселение     |
| 33 | Крещеное Мазино    | деревня |           | Нижнесуыксинское сельское поселение  |
| 34 | Круглое Поле       | деревня |           | Бетькинское сельское поселение       |
| 35 | Круглое поле       | посёлок | ↗3836     | Круглопольское сельское поселение    |
| 36 | Куаклы             | деревня |           | Мелекесское сельское поселение       |
| 37 | Кувады             | деревня |           | Нижнесуыксинское сельское поселение  |
| 38 | Кугашево           | деревня |           | Семекеевское сельское поселение      |
| 39 | Кузкеево           | село    |           | Кузкеевское сельское поселение       |
| 40 | Куктяк-Мирсаитово  | деревня |           | Яна-Булякское сельское поселение     |
| 41 | Кулушево           | деревня |           | Биюрганское сельское поселение       |
| 42 | Куперле            | деревня |           | Новотроицкое сельское поселение      |
| 43 | Кырныш             | деревня |           | Калмиинское сельское поселение       |
| 44 | Левашево           | деревня |           | Староабдуловское сельское поселение  |
| 45 | Малая Шильна       | деревня | 1013      | Малошильнинское сельское поселение   |
| 46 | Малтабарово        | деревня |           | Калмиинское сельское поселение       |
| 47 | Мелекес            | село    |           | Мелекесское сельское поселение       |
| 48 | Мрясово            | село    |           | Староабдуловское сельское поселение  |
| 49 | Мусабай-Завод      | село    |           | Мусабай-Заводское сельское поселение |
| 50 | Нефтебаза          | посёлок |           | Бетькинское сельское поселение       |
| 51 | Нижний Суык-Су     | село    |           | Нижнесуыксинское сельское поселение  |
| 52 | Никошновка         | деревня |           | Биклянское сельское поселение        |
| 53 | Новотроицкое       | село    |           | Новотроицкое сельское поселение      |
| 54 | Новые Ерыклы       | деревня |           | Мелекесское сельское поселение       |
| 55 | Новые Сарайлы      | деревня |           | Азьмушкинское сельское поселение     |
| 56 | Новый              | посёлок |           | Азьмушкинское сельское поселение     |
| 57 | Новый Байлар       | деревня |           | Кузкеевское сельское поселение       |
| 58 | Новый Мусабай      | деревня |           | Нижнесуыксинское сельское поселение  |
| 59 | Октябрь-Буляк      | деревня |           | Стародрюшское сельское поселение     |
| 60 | Опушка             | посёлок | 0         | Малошильнинское сельское поселение   |
| 61 | Останково          | село    |           | Тлянче-Тамакское сельское поселение  |
| 62 | Подгорный Дрюш     | деревня |           | Стародрюшское сельское поселение     |
| 63 | Саитово            | деревня |           | Семекеевское сельское поселение      |
| 64 | Салих-Тукай        | село    |           | Стародрюшское сельское поселение     |
| 65 | Семекеево          | село    |           | Семекеевское сельское поселение      |
| 66 | Совхоз «Татарстан» | посёлок |           | Князевское сельское поселение        |
| 67 | Сосновый Бор       | посёлок |           | Князевское сельское поселение        |
| 68 | Старое Абдулово    | село    |           | Староабдуловское сельское поселение  |
| 69 | Старое Клянчино    | деревня |           | Яна-Булякское сельское поселение     |
| 70 | Старые Гардали     | село    |           | Азьмушкинское сельское поселение     |
| 71 | Старые Ерыклы      | деревня |           | Мелекесское сельское поселение       |
| 72 | Старый Байлар      | деревня |           | Кузкеевское сельское поселение       |
| 73 | Старый Дрюш        | село    |           | Стародрюшское сельское поселение     |
| 74 | Суровка            | деревня |           | Новотроицкое сельское поселение      |
| 75 | Тавларово          | деревня | ↗103      | Биюрганское сельское поселение       |
| 76 | Таулык             | деревня |           | Тлянче-Тамакское сельское поселение  |
| 77 | Таш-Кичу           | деревня |           | Мусабай-Заводское сельское поселение |
| 78 | Тлянче-Тамак       | село    |           | Тлянче-Тамакское сельское поселение  |
| 79 | Тогаево            | деревня |           | Шильнебашское сельское поселение     |
| 80 | Торнаташ           | деревня |           | Староабдуловское сельское поселение  |
| 81 | Туирово            | деревня |           | Биюрганское сельское поселение       |
| 82 | Ургуда             | деревня |           | Семекеевское сельское поселение      |
| 83 | Хузеево            | деревня |           | Тлянче-Тамакское сельское поселение  |
| 84 | Чершелы            | деревня |           | Князевское сельское поселение        |
| 85 | Шильнебаш          | село    |           | Шильнебашское сельское поселение     |
| 86 | Шукрале            | село    |           | Новотроицкое сельское поселение      |
| 87 | Яна-Буляк          | деревня |           | Яна-Булякское сельское поселение     |

Упразднённые населённые пункты
- 2001 год — деревня Ильинка и поселок Отделения подсобного хозяйства Тарловского санатория[46]
- 2024 год — деревня Мартыш

## Экономика

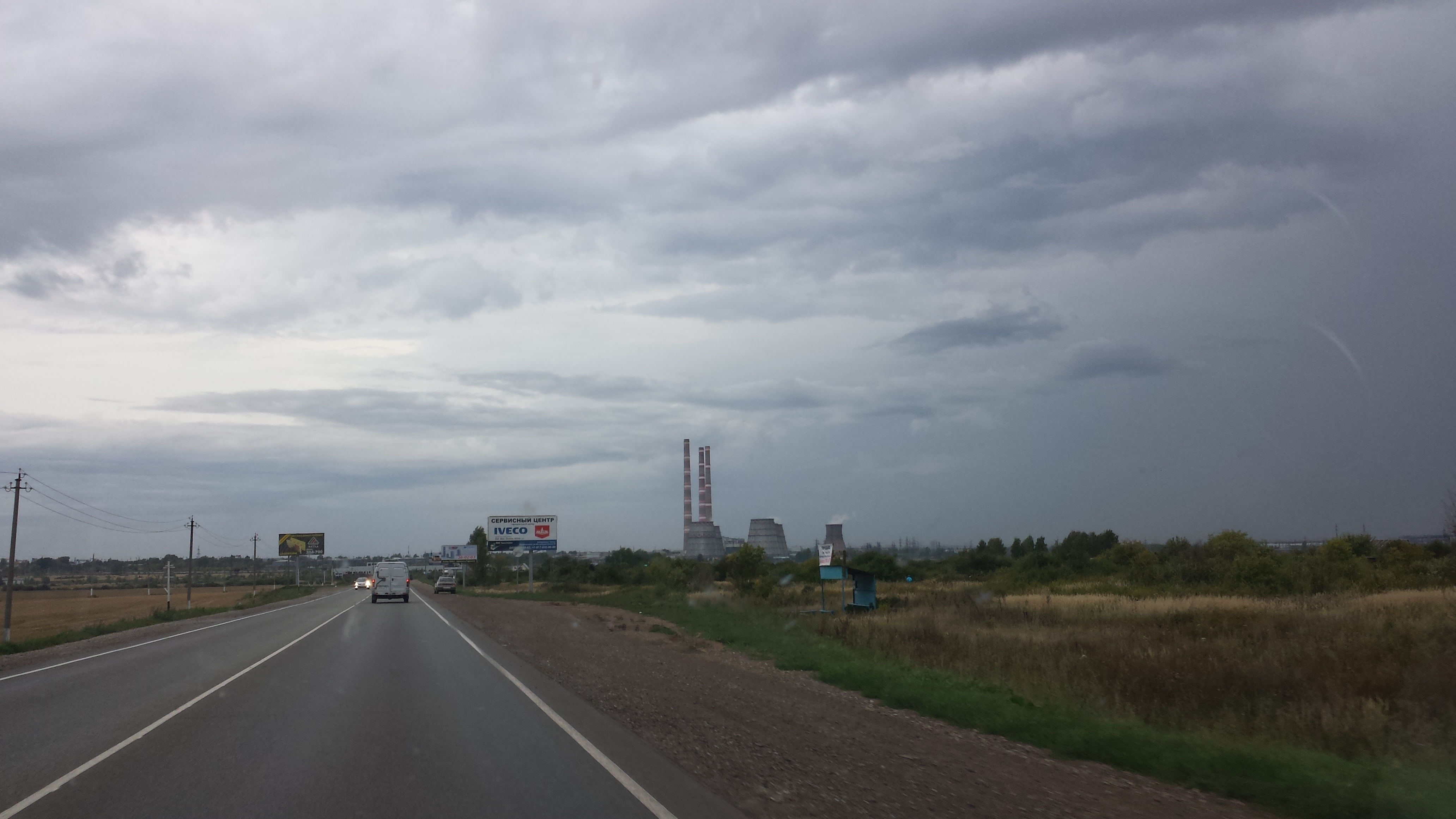
Дороги и промышленные постройки в районе

### Современное состояние
Тукаевский район занимает лидирующее положение среди районов Татарстана с низким уровнем урбанизации по показателям благосостояния народа и экономическому развитию. В 2019-м Тукаевский район занимал пятое место в рейтинге социально-экономического развития районов. Темп роста валового территориального продукта (ВТП) района составил 106,9 %, а объём — 42,9 млрд рублей. Денежные расходы на душу населения района — 24 тысячи рублей в месяц, а среднемесячная зарплата — 33 тысячи. В 2020 году Тукаевский район вошёл уже в тройку самых экономически развитых районов Татарстана.
Уровень безработицы в районе — 0,47 %, что ниже средне республиканского показателя в 0,53 %. Около половины трудоспособного населения района трудоустроены в малом и среднем бизнесе (МСБ). Всего в Тукаевском районе зарегистрировано 2597 предприятий, вклад которых в ВТП региона составляет 28,9 %. В январе-марте 2020 года оборот МСБ в районе был 10 млрд рублей, из них 8,2 % предприятий заняты в торговле, 13,5 % — в сфере обрабатывающего производства, 12,8 % занимаются строительством, 10,8 % работают в сфере транспорта.

### Промышленность
В регионе развито промышленное производство. Так, в 2019 году, предприятия района отгрузили товаров собственного производства на 34,1 млрд рублей, а индекс промышленного производства составил 101,5 %. К крупнейшим предприятиям Тукаевского района относят «Челны-Бройлер» (8,6 млрд рублей), «Камский Бекон» (5,6 млрд рублей), Набережночелнинский элеватор (5,13 млрд рублей) и Набережночелнинский комбинат хлебопродуктов («Челныхлебопродукт») (3,5 млрд рублей).
Текущая проектная мощность основанного в 1976 году «Набережночелнинского завода ЖБИ Мелиорации» составляет 60 тысяч м³ железобетонных изделий в год. «Челныхлебопродукт» — один из крупнейших агропромышленных предприятий республики, в его состав которого входят зерновой элеватор на 95 тысяч тонн зерна, две мельницы, комбикормовые и крупяные заводы. Деятельность «Набережночелнинского элеватора» направлена на приём, хранение, сушку и переработку зерновых и масличных культур, а также производство круп.

### Сельское хозяйство
Сельскохозяйственные угодья района занимают 119,3 тысяч га. В районе возделывают яровую пшеницу, озимую рожь, овёс, картофель, овощи. Ведущими отраслями животноводства Тукаевского района являются молочно-мясное скотоводство, свиноводство и птицеводство. Благодаря развитой сельскохозяйственной сфере, район обеспечивает Набережные Челны хлебом, овощами, мясом, молоком, картофелем. Крупнейшими сельскохозяйственными предприятиями Тукаевского района являются птицефабрики «Тукаевская», «Челнинская птицефабрика», «Челны-Бройлер», «Челны-мясо» и другие. Также в регионе действуют свинокомплекс «Камский бекон» с селекционно-гибридным центром, который обеспечивает племенными животными свиноводческие хозяйства Республики Татарстан, Приволжского и Уральского федеральных округов. За первые месяцы 2020 года в районе было произведено 46,6 тыс. тонн мяса свиней. По состоянию на 2020-й год, ежегодное производство молока в районе составляет 15,25 тысяч тонн.
В Тукаевском районе зафиксирована самая высокая заработная плата работников сельского хозяйства по республике. В среднем по району работники получают 38 510 рублей, а денежная выручка на гектар пашни составляет примерно 270,5 тысяч рублей. Для сравнения, в Спасском или Альметьевском районах, которые также стоят высоко в рейтингах, выручка достигает 12 тысяч. 2019 год в Тукаевском районе был объявлен годом поддержки личных подсобных хозяйств, за это время на территории было построено 14 мини-ферм.

### Инвестиционный потенциал
Инвестиции в основной капитал республики в 2019 году составили более 10 млрд, из которых «Камский бекон» вложил 856,8 млн, «Агросила» — более 400 млн, «Челныхлебопродукт» — 45 млн, аэропорт «Бегишево» — 239,5 млн. В 2019 году район принял новую стратегию социально-экономического развития, согласно которой к 2030 году планируется увеличение ВТП на 50 % (с 40,4 млрд до 58,9 млрд), а также создание более 500 новых рабочих мест. Большое значение в этой проекте имеют крупные инвестиционные программы. В их число вошло строительство откормочной площадки бройлеров «Мусабай» мощностью 96 тысяч тонн мяса птицы в год, создание промышленного парка в Биклянском сельском поселении на 85 га и строительство элеваторного комплекса вместимостью 60 тысяч тонн при «Челныхлебопродукт».
В Набережных Челнах с 2016-го действует одноимённая территория опережающего социально-экономического развития (ТОСЭР), одна из пяти региональных и самая первая в Татарстане. На 2020 год резидентами ТОСЭР «Набережные Челны» являются 44 предприятия, создано более 6000 постоянных рабочих мест.
Одним из самых крупных инвестиционных проектов региона является реконструкция комплекса аэропорта «Бегишево». В 2017 году началось строительство международного терминала, за счёт которого пропускная способность увеличится с 60 до 200 человек в час. В 2020-м планируется сдача трёхэтажного здания аэровокзала, стоимость этих работ составила 25 млн рублей, а общая — 1,132 млрд.

### Транспорт
По территории района проходят автодороги М-7 «Волга», 16А-0003 Набережные Челны — Альметьевск, подъезды от неё к Нижнекамску и к аэропорту Бегишево, Набережные Челны — Сарманово (на Октябрьский).
Железнодорожное сообщение осуществляется по ветке Куйбышевской железной дороги. По западной части района проложена ж/д-линия «Агрыз — Набережные Челны — Акбаш», имеются ветки к Нижнекамску, селу Бетьки и промзоне КАМАЗа.
В районе имеется крупный речной порт и пассажирский причал на левом берегу реки Кама.
В районе действует международный аэропорт «Бегишево».

## Экология

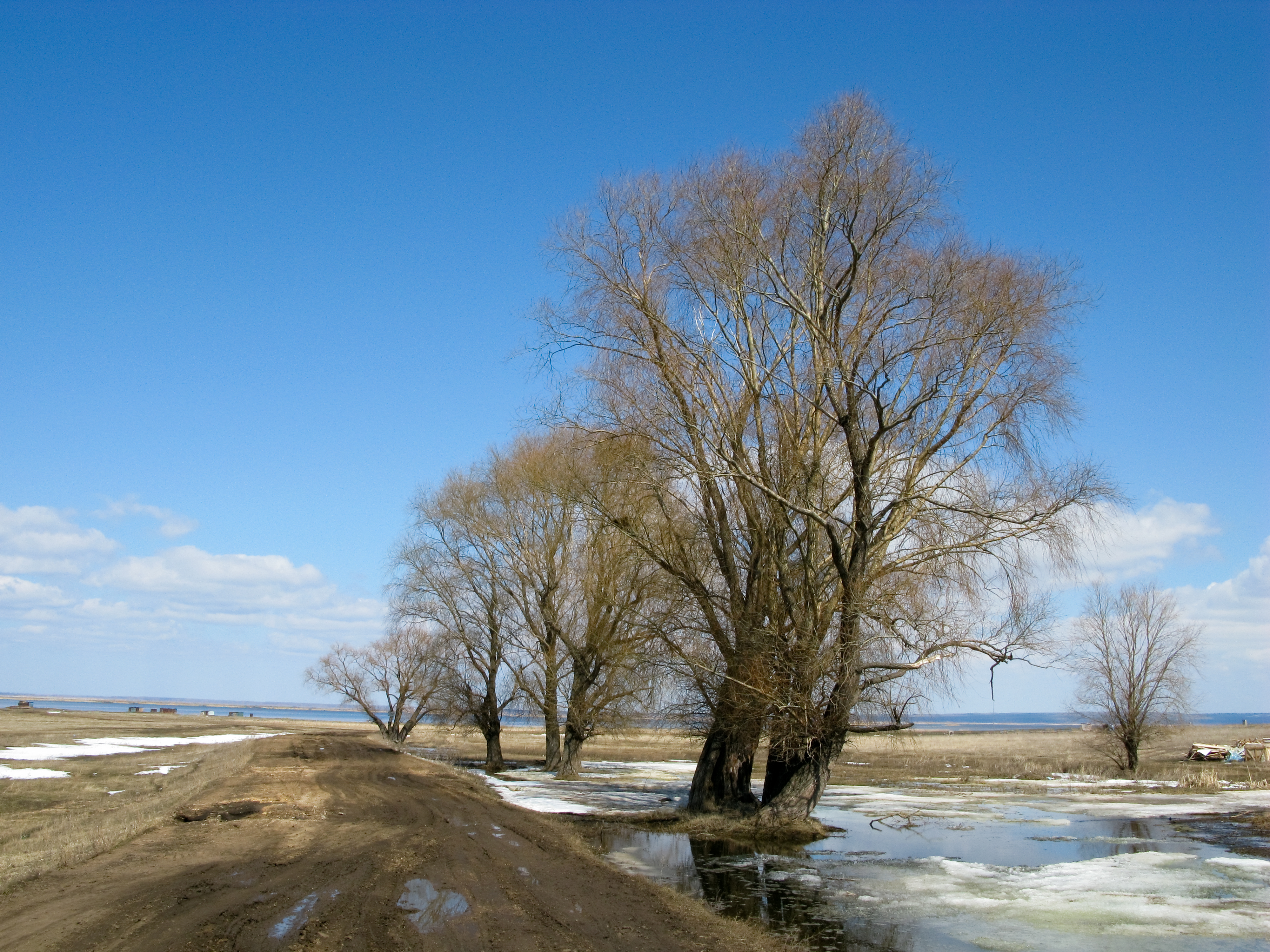
Левитанские пейзажи весной

Тукаевский район расположен в пределах угольного бассейна, однако разработка угля не производится из-за значительной глубины залегания пластов и их обводнения. Рядом с населёнными пунктами Ильбухтино, Тлянче-Тамак, Кузкеево имеются месторождения торфа. Лес занимает около 12 % территории района, самые часто встречающиеся породы — дуб, липа, берёза, осина, ель, сосна.
В январе 2019 года стало известно, что местные власти утвердили проект изменения русла реки Шильны, чтобы предотвратить затопление села Большая Шильна. Проект вызвал общественный резонанс среди местных экологов и активистов, которые обратились к главе министерства экологии республики Александру Шадрикову с открытым письмом, где попросили предоставить данные экологической экспертизы о целесообразности этого проекта.
Годом ранее жители сёл Князево и Сосновый Бор обращались к министру экологии и природных ресурсов Щадрикову с прошением проверить свинокомплекса, от которого исходят «аммиачные запахи». Претензии жителей относили к комплексу, принадлежащему «Камскому бекону».
К охраняемым природным территориям относятся национальный парк «Нижняя Кама» и «Боровецкие ключи».

## Социальная сфера

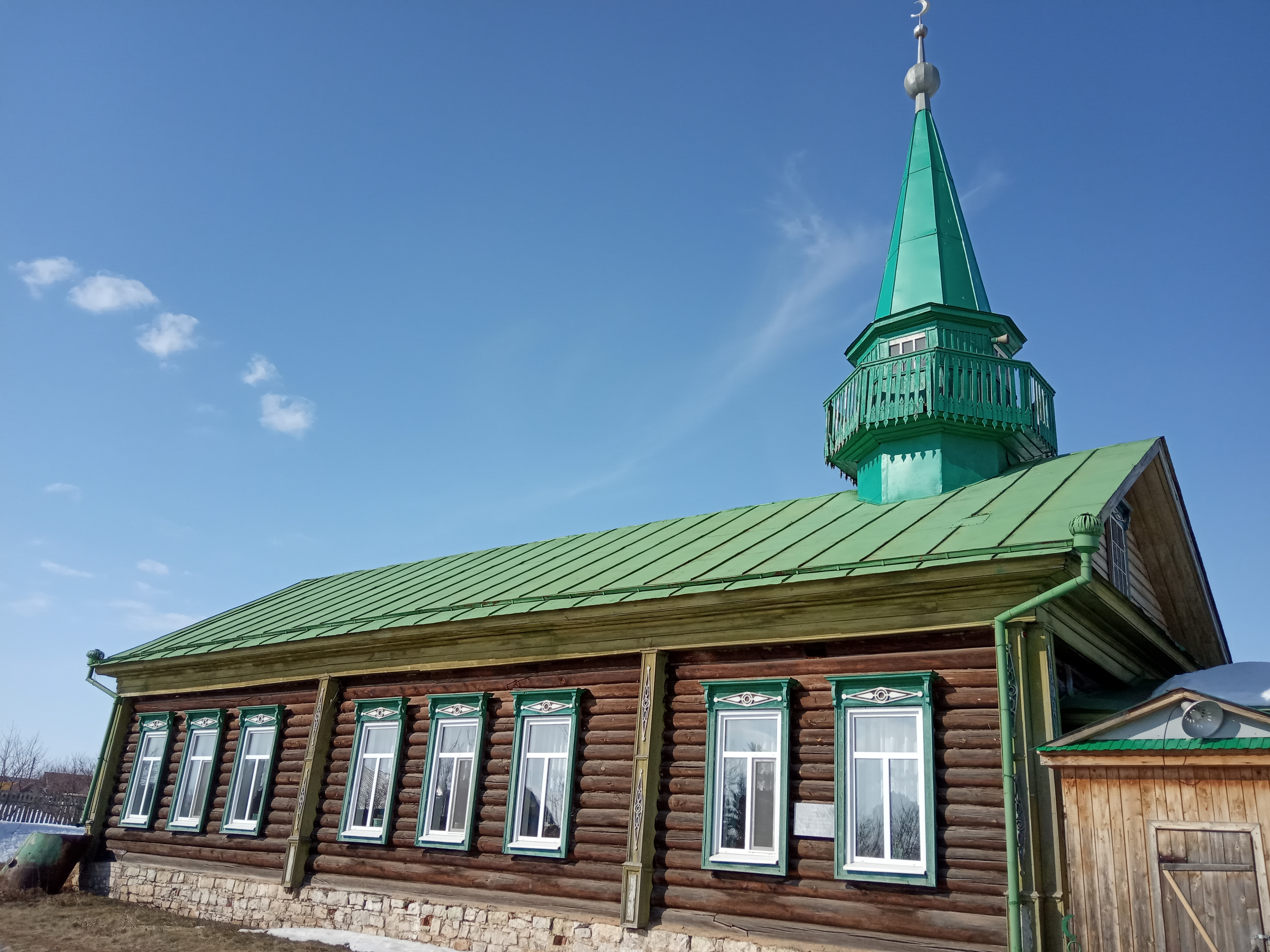
Деревянная мечеть в селе Тлянче-Тамак

В районе функционируют 23 сельских Домов культуры, 32 сельских клуба, детская школа искусств, 2 автоклуба. Также в районе действуют 13 самодеятельных народных коллективов. В 2020 году в селе Нижний Суык-Су Тукаевского района Татарстана был открыт универсальный спортивный комплекс «Алга».
В 2020 году в районе открыли кряшенскую церковь, где богослужения будут вестись на татарском языке.
В районе более 120 памятников истории, культуры, архитектуры, в их числе церковь Косьмы и Дамиана и церковь Вознесения.

## Археология
В окрестности деревни Кулушево находятся археологические памятники железного века Кулушевские селища I, II, III (пьяноборская культура). 